# Герой Туркменистана
Герой Туркменистана — высшая степень отличия в Туркмении. Лицам, удостоенным звания Героя Туркменистана, вручается знак отличия — медаль «Алтын Ай» («Золотой полумесяц»).

## История
Звание Героя Туркменистана учреждено Законом Туркмении «Об установлении высшей степени отличия — звания Героя Туркменистана», принятого Меджлисом Туркмении 30 сентября 1992 года. Законом Туркмении от 27 декабря 1995 года № 101-1 утверждена новая редакция «Положения о звании Героя Туркменистана». Очередная редакция положения утверждена Законом Туркмении от 28 февраля 2015 года.

## Положение о звании Героя Туркменистана (новая редакция)
1. Звание Героя Туркменистана является высшей степенью отличия и присваивается только гражданам Туркменистана за особо выдающиеся заслуги перед государством и обществом. Звание Героя Туркменистана в исключительных случаях может быть вновь присвоено гражданам, внесшим огромный личный вклад в дело укрепления суверенитета, конституционного строя и государственности Туркменистана.
2. Звание Героя Туркменистана присваивается президентом Туркменистана. Присвоение звания Героя Туркменистана президенту Туркменистана производится Меджлисом Туркменистана.
3. Герою Туркменистана вручается знак особого отличия — золотая звезда «Алтын Ай» и удостоверение. Герою Туркменистана, вновь удостоенному звания Героя Туркменистана, вручается — золотая звезда «Алтын Ай» и в ознаменование его особых заслуг сооружается бронзовый бюст Героя. Место сооружения бронзового бюста указывается в акте о присвоении звания Героя.
4. Герою Туркменистана выплачивается за счет валютного резерва государства единовременная премия в размере двадцати пяти тысяч долларов США и устанавливается за счет средств Государственного бюджета ежемесячная пятидесятипроцентная надбавка к заработной плате, должностному окладу, пенсии, стипендии, не облагаемая подоходным налогом. Герою Туркменистана, вновь удостоенному звания Героя Туркменистана, выплачивается за счет валютного резерва государства единовременная премия в размере ста тысяч долларов и устанавливается за счет средств Государственного бюджета ежемесячная стопроцентная надбавка к заработной плате, должностному окладу, пенсии, стипендии, не облагаемая подоходным налогом.
5. Герою Туркменистана предоставляются следующие льготы:
  - право на государственную персональную пенсию в размере не менее пятикратного размера персональной пенсии по возрасту.
  - право на внеочередное предоставление жилья и право на внеочередное обслуживание медицинскими, коммунально-бытовыми и культурно-просветительными учреждениями.
  - право личного бесплатного пользования внутригородским транспортом (кроме такси) и личного бесплатного проезда один раз в год (туда и обратно) в пределах Туркменистана воздушным транспортом, железнодорожным транспортом — в мягких вагонах скорых и пассажирских поездов, водным транспортом — в каютах 1 класса, междугородным автомобильным транспортом.

Герои Туркменистана пользуются и другими льготами в порядке и случаях, установленных актами законодательства Туркменистана.
6. Золотая медаль «Алтын Ай» носится на левой стороне груди над орденами и медалями Туркменистана.

Лишение звания Героя Туркменистана может быть произведено Указом президента Туркмении в случаях осуждения награждённого за тяжкое преступление.

## Описание медали «Алтын Ай»

### с 1992 по 2014 год

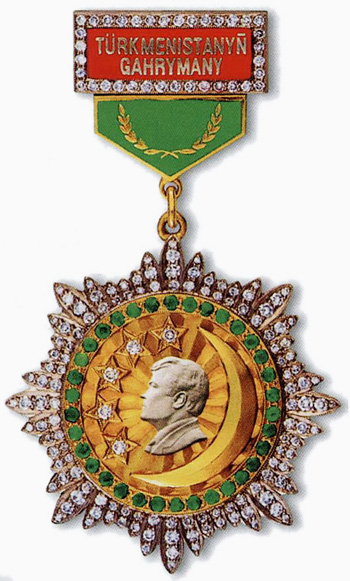
Медаль «Алтын Ай» образца 1992 года.

Медаль «Алтын Ай» имеет форму круга, вписанного в правильную восьмиугольную звезду, образованную углами двух, (малого и большого) смещённых по отношению друг к другу квадратов. Звезда выполнена из белого золота и состоит из 48 лучей, украшенных 124 бриллиантами разной величины. Общий диаметр медали — 44 мм.
В центре медали, выполненной из золота 958 пробы, на фоне 17 солнечных лучей, исходящих из центра, расположен рельефный профиль первого президента Туркмении Сапармурата «Туркменбаши», выполненный из белого золота. Размер рельефа — 12,7 мм. Вокруг профиля — объёмные изображения золотого месяца и пяти звёзд. В каждую звезду диаметром 5 мм вставлен бриллиант.
По окружности, в полосе шириной 2,15 мм, размещены цепочкой 34 изумруда. Диаметр центрального круга, включая полосу с изумрудами, — 27,5 мм.
На оборотной стороне медали имеется надпись «„Altyn Aý“ Türkmenistanyň Medaly» и выгравирован порядковый номер.
Медаль при помощи ушка и цепочки соединяется с колодкой, ширина которой — 22 мм, а высота — 17 мм. В верхней части колодки, в прямоугольной рамке (22×7 мм) имеется объёмная надпись «TÜRKMENISTANYŇ GAHRYMANY». Эта часть колодки залита красной эмалью.
В нижней пятиугольной части (20×10 мм), на фоне зелёной эмали — две оливковые ветви. Вся колодка и соединительная цепочка выполнены из золота 958 пробы.

### c 2014 года
В 2014 году утверждена новая редакция описания медали.
Медаль имеет форму круга, вписанного в правильную восьмиугольную звезду, образованную углами двух смещённых по отношению друг к другу квадратов. Звезда выполнена из золота и состоит из 48 солнечных лучей, украшенных 128 бриллиантами разной величины. Общий диаметр медали - 60 мм. 
В центре медали на фоне солнечных лучей, исходящих из центра, в центральной части внутреннего круга расположены карта Туркмении золотистого цвета, а вокруг - изображения золотых полумесяца и пяти звёзд. Каждая звезда диаметром 5 мм инкрустирована бриллиантом. 
По окружности, в полосе шириной 3 мм, колечком размещены 50 изумрудов. Диаметр центрального круга, включая полосу с изумрудами, - 37,5 мм. 
На оборотной стороне медали имеется надпись «Altyn Aý» Türkmenistanyň medaly» и выгравирован порядковый номер. 
Медаль с помощью колечка соединяется с колодкой, ширина которой - 30 мм, а высота - 23 мм. В верхней части колодки, в прямоугольной рамке, ширина которой - 30 мм, а высота - 9,5 мм, имеется надпись «TÜRKMENISTANYŇ GAHRYMANY». Эта часть колодки покрыта эмалью красного цвета. В нижней пятиугольной части, покрытой эмалью зелёного цвета, ширина которой - 26 мм, а высота - 13,5 мм, изображены две расходящиеся золотистые оливковые ветви. 
Медаль Туркмении «Altyn Aý» и её колодка выполнены из золота 750 пробы.

## Известные Герои Туркмении
Список составлен по публикациям в средствах массовой информации (официальные публикации обнаружить не удалось), может быть неполным и содержать отдельные неточности. Известно, что шесть раз звания Героя Туркменистана был удостоен президент Туркмении Сапармурат Ниязов (Туркменбаши). Кроме того, публиковалась информация, что в 1990-х годах распоряжением президента Туркмении всем погибшим в годы Великой Отечественной войны жителям бывшей Туркменской ССР посмертно присвоено звание Героя Туркменистана. Но в отсутствие текста документа невозможно установить, было ли это официальное государственное награждение или некий символический акт.
1. Атамурат Ниязов — указ от 4 мая 1992 года, отец президента Туркмении (посмертно);
2. Сапармурат Ниязов — указ от 30 сентября 1992 года, президент Туркмении;
3. Сапармурат Ниязов — указ от 27 декабря 1995 года, президент Туркмении;
4. Сапармурат Ниязов — указ от 17 июля 1998 года, президент Туркмении;
5. Сапармурат Ниязов — указ от 25 октября 1999 года, президент Туркмении;
6. Сапармурат Ниязов — указ от 18 февраля 2000 года, президент Туркмении;
7. Сапармурат Ниязов — указ от 19 октября 2001 года, президент Туркмении;
8. Клычнияз Азалов — дата указа неизвестна, участник Великой Отечественной войны, красноармеец (посмертно)[5];
9. Аннаклыч Атаев — дата указа неизвестна, участник Великой Отечественной войны, лейтенант (посмертно)[6];
10. Мухаммед Атаев — дата указа неизвестна, участник Великой Отечественной войны, лейтенант (посмертно)[7];
11. Мульки Байрамов — дата указа неизвестна, участник Великой Отечественной войны, старший лейтенант (посмертно)[8];
12. Бердимурат Довлетджанов — дата указа неизвестна, участник Великой Отечественной войны, старший сержант (посмертно)[9];
13. Курбан Дурды — дата указа неизвестна, участник Великой Отечественной войны, младший сержант (посмертно)[10];
14. Павел Морозов — дата указа неизвестна, участник Великой Отечественной войны, младший лейтенант (посмертно)[11];
15. Тачмамед Ниязмамедов — дата указа неизвестна, участник Великой Отечественной войны, старший сержант (посмертно)[12];
16. Михаил Нюхтиков — дата указа неизвестна, участник Великой Отечественной войны, полковник (посмертно)[13];
17. Василий Щербаков — дата указа неизвестна, участник Великой Отечественной войны, сержант (посмертно)[14];
18. Мыратберди Сопыев — дата указа неизвестна, но не позднее 2001 года; председатель сельскохозяйственного акционерного общества имени М. Сопыева;
19. Садулла Розметов — дата указа неизвестна, но не позднее 2001 года; председатель сельскохозяйственного акционерного общества имени С. Розметова;
20. Гедай Ахмедов — указ 2001 года, глава администрации Лебапского велаята; в 2006 году лишён государственных наград, осуждён за коррупцию, умер в тюрьме;
21. Сапармамед Валиев — указ 2001 года, государственный министр — председатель государственного концерна «Туркменнефть»; в 2005 году лишён государственных наград, осуждён за коррупцию;
22. Сапыш Черкезов — указ 2001 года; председатель сельскохозяйственного объединения;
23. Гурбансолтан-эдже — указ от 5 июля 2002 года, мать президента Туркмении (посмертно);
24. Мая Кулиева — указ от 27 октября 2008 года, туркменская оперная певица;
25. Гурбангулы Бердымухамедов — указ от 25 октября 2011 года, президент Туркмении;
26. Амангозель Шагулыева — указ от 10 сентября 2015 года, туркменская поэтесса;
27. Гурбангулы Бердымухамедов — указ от 9 октября 2017 года, президент Туркмении;
28. Олег Кононенко — указ 25 сентября 2019 года, лётчик-космонавт Российской Федерации;
29. Аксолтан Атаева — указ от 25 сентября 2019 года, постоянный представитель Туркмении при Организации Объединённых Наций.
30. Чинар Рустамова — указ от 25 сентября 2021 года, ответственный секретарь Национальной комиссии Туркменистана по делам Организации по образованию, науке и культуре Организации Объединённых Наций (UNESCO)[15]
31. Сердар Бердымухамедов — указ от 24 сентября 2023 года, президент Туркмении[16]
32. Сарагт Бабаев — указ от 24 сентября 2024 года, член Союза художников Туркменистана, свободный художник[17]
33. Аннаджемал Нурмухаммедова — указ от 24 сентября 2024 года, художественный руководитель фольклорно-этнографической танцевальной группы культурного центра «Dokmaçylar» Министерства текстильной промышленности Туркменистана[18]
34. Иван Кузьмин — указ от 24 сентября 2024 года, председатель Межправительственного координационного совета по вопросам семеноводства Содружества Независимых Государств[19]